# 古河城
古河城（こがじょう）は、茨城県古河市（下総国）の渡良瀬川東岸にあった日本の城。
室町時代には、古河御陣とも呼ばれ、北朝足利氏の拠点の一つであった。古河公方の本拠となった時期については古河御所（こがごしょ）とも呼ばれる。なお、古河鴻巣の古河公方館も御所と呼ばれるため、混同しないように注意する必要がある。

## 概要
古河城の起源は、平安時代末期あるいは鎌倉時代初期に、下河辺行平が古河の立崎（竜崎）に築いた城館とされている。室町時代には、古河公方・足利成氏が本拠とし、以後、戦国時代の関東における中心の一つとなった。江戸時代には、多くの譜代大名が入れ替わりで城主を務め、近代城郭として整備された。古河藩庁が置かれ、行政機能を担うとともに、将軍の日光社参時の宿として、あるいは江戸城の北方の守りとしても機能した。明治時代初期の廃城令により廃城となり、明治末に開始された渡良瀬川の改修工事により、残された城跡も大半が消滅した。渡良瀬川の堤防上、三国橋と新三国橋の中間付近に「古河城本丸跡」と書かれた石碑と解説版がある（2018年3月設置、以前は標柱のみ）。
古河城は渡良瀬川の河畔にあり、城の位置付けは人と川との関わりに影響されてきた。渡良瀬川は、上流では主に栃木県・群馬県の県境近辺を流れ、下流では太日川（今の江戸川）と名前を変え、千葉県・埼玉県の県境近辺を利根川と並行して、東京湾に流れ出ていた。従って、関東を東西に分かつ境界線であると同時に、河川交通により北関東および東京（江戸）・房総を結ぶ物流と交通の幹線であった。このような地理的条件により、中世および近世には重要拠点とされたが、近代に治水が重視されるようになると、大規模な河川改修事業により、下流の関宿城と同様に城跡が徹底的に破壊された。

## 歴史・沿革

### 平安時代末 - 鎌倉時代（城の起源）
平安時代末、源頼朝に従った武将・下河辺行平が古河の立崎（竜崎）に城館を築いた（『永享記』等）。正確な時期は分らないが、行平が活躍し始めた1180年頃が目安となる。立崎は渡良瀬川とその東側に広がる沼地にはさまれた半島状の台地であった。行平を荘司とする下河辺庄は、茨城県古河市、千葉県野田市、埼玉県幸手市・吉川市・三郷市など、渡良瀬川とその下流の太日川（今の江戸川）に沿って広がっており、河川交通により結ばれていた。
このころ、以仁王の挙兵にて敗死した源頼政の首を従者（下河辺行義？）が持ち帰り、立崎に葬ったと言い伝わる。近世古河城では頼政曲輪の頼政神社になる。
行平以後、北条氏が鎌倉幕府の実権を握ると、北条氏の支配下に移ったと考えられる。

### 室町時代 - 戦国時代（古河公方の本拠）
南北朝時代、北朝・足利氏の拠点の一つであった。
室町時代後期から戦国時代にかけては、古河公方の本拠となる。（詳細は「古河公方」参照）
享徳の乱において、第5代鎌倉公方足利成氏は関東管領上杉氏と争い、享徳4年（1455年）、今川範忠に鎌倉を占拠されると、下総古河に本拠を移した。「古河公方」の成立である。成氏の勢力範囲は、当時の渡良瀬川・利根川の東側にあった下総国・常陸国・下野国・上総国・安房国（栃木県・茨城県・千葉県）であり、山内上杉家および扇谷上杉家の勢力範囲は、反対側の上野国・武蔵国・相模国・伊豆国（群馬県・埼玉県・東京都・神奈川県など）だった。さらに京都の室町幕府も上杉氏を支持、新たな鎌倉公方として足利政知（堀越公方）が東下して、30年近く両勢力は争い続ける。
古河を本拠に選んだ理由は、前面の利根川や渡良瀬川が上杉氏に対する天然の堀となり守りやすいこと、小山氏や結城氏等、成氏を支持する諸将の根拠地が近いこと、鎌倉公方家の御料所があり経済的な基盤となったことが挙げられる。成氏は当初、古河の鴻巣にあった古河公方館を居館とし、立崎の古河城を整備した後に移動した。このころ、扇谷上杉家の家宰である太田道灌は、古河城に対抗する前線上に江戸城・岩付城・河越城を築き、拠点とした。
古河公方は代々およそ130年間引き継がれ、古河は室町後期および戦国時代の関東の中心の一つとなる。永禄年間（1558年 - 1570年）には、上杉謙信と北条氏康が公方擁立争いのために本城を奪い合い、謙信を支援する関白・近衛前久が滞在した。その後、後北条氏の関東支配が確定的になると、古河公方も次第にその支配体制の一部に組み込まれ、城も後北条氏の管理下におかれた。永禄10年（1567年）から天正年間（1573 - 1592年）にかけては、佐竹氏や結城氏らに対抗するため、北条氏照のもとで城の整備・拡充が進められる。なお天正18年（1590年）、小田原合戦時の「毛利文書」には、後北条氏の持城として栗橋城・関宿城がみえるが、古河城はみえないことから、最後の古河公方・足利義氏が死去したのちの氏姫期にも、完全には支城化されず、古河足利氏の本拠として別扱いされていたことが分かる。
「古河城」という表現は、文明3年（1471年）以後、史料にみられるようになる。以前は「古河御陣」が多く用いられていた。

### 江戸時代（日光社参の将軍宿城）
天正18年（1590年）、豊臣秀吉が後北条氏を滅ぼした後には、徳川家康に従って小笠原秀政が入部し、古河城の修復・拡張を行った。以後、江戸時代には古河藩の藩庁がおかれ、歴代藩主の居城となった。また、古河公方時代とは逆に、東北方面をにらみ、江戸防衛の一端を担った。
城主は幕府の要職を務めることが多く、大老の土井利勝・堀田正俊、老中の永井尚政・松平信之・本多忠良・土井利厚・土井利位などを数える。
城下には日光街道の宿場町である古河宿が展開するとともに、渡良瀬川による河川水運も発達して、交通・物流の要所となった。
徳川将軍による日光社参では、岩槻城・古河城・宇都宮城に宿泊した後、日光に入ることを恒例とし、将軍の宿城の一つとしても重視された。
また、古河城は度重なる渡良瀬川の洪水に悩まされていたため、他には例を見ない洪水対策マニュアルも整備されていた。

### 明治以降（渡良瀬川改修と城の消滅）
戊辰戦争では、藩内の意見を勤皇派に統一して戦火を避けたが、明治6年（1873年）に発布された廃城令によって廃城処分となり、建造物はすべて破却された。迅速測図（明治15年近辺における地図）上で当時の概要を確認できる。
明治末に、度重なる渡良瀬川の洪水対策を目的として、16年間の大規模な河川改修事業が始まる。このときに主要な曲輪は削平され、堀は埋め立てられて、堤防や河川敷などに変わり、城跡のほとんどが消滅した。建設機械が発達していない時代に、このように大きな城跡を徹底して破壊した例は珍しく、改修事業の規模の大きさが分かる。ちなみに頼政曲輪（立崎曲輪）が削平された際、小規模な古墳が発見されている。
この河川改修の際、遊水池を設けるために、古河城の北にあった旧古河藩領・谷中村が廃村となった。このとき、田中正造は「関宿の江戸川分岐点の閘門を広げて、利根川の水を地勢に従って東京湾に流すことで、遊水池がなくても洪水を防げる」と主張し、足尾銅山の鉱毒問題が治水問題にすりかえられていると批判した。

## 年表

### 中世（平安時代末 - 戦国時代）
- 1180年頃 - 下河辺行平が古河の立崎（竜崎）に館を築いた[注釈 1][1][2]。
- 寿永2年（1183年） - 小山朝政が志田義広を破った野木宮合戦では、古河城も拠点の一つになった[1][2]。
- 13世紀頃 - 北条氏の支配下にあったと考えられる[2]。
- 1340年頃 - 北朝方の高師冬が入城し、常陸国小田城に滞在した南朝方の北畠親房と対峙[23]。このころ、古河城は足利氏の拠点であった[5]。
- 永徳2年/弘和2年（1382年） - 南朝方を称した小山義政が来襲。城主・上杉憲栄の代官・下河辺朝行は防戦したが落城（『関八州古戦録』）[24]。
- 至徳3年/元中3年（1386年） - 第二代鎌倉公方足利氏満が小山義政遺児の若犬丸の乱鎮圧のため入城。このころ野田氏が城主になった[24]。
- 永享12年（1440年） - 結城合戦では、結城方の野田右馬助（野田持忠）・矢部大炊助らが籠城するが、翌年の結城城陥落直後に上杉清方が来襲・落城[25][26][27]。
- 享徳3年（1454年） - 鎌倉公方足利成氏が関東管領上杉憲忠を謀殺し、享徳の乱が勃発[6][7]。
- 享徳4年（1455年） - 上杉方の今川範忠が鎌倉を制圧。足利成氏は、鎌倉から古河に本拠を移した（古河公方）。当初は古河鴻巣にあった古河公方館を居館とした[6][7]。
- 長禄元年（1457年） - 足利成氏は立崎の本城を整備して居城とした[6][7]。
- 文明3年（1471年） - 山内上杉家の家宰である長尾景信来襲。足利成氏は本城を放棄したが、翌年奪回[6][7]。
- 文明14年（1482年） - 足利成氏と室町幕府との間に和睦が成立し、享徳の乱が終結（都鄙和睦）[6][7]。
- 明応2年（1493年） - 足利成氏は、城の鬼門除けとして、鎌倉の長谷観世音を勧請（現在の長谷寺）[6]。
- 明応6年（1497年） - 足利成氏没[6]。
- 永正3年（1506年） - 第二代古河公方足利政氏と嫡子の高基との間に抗争が発生し、高基は下野の宇都宮成綱のもとに走った[8][7]。
- 永正9年（1512年） - 足利政氏が小山成長の小山祇園城へ走り、足利高基（第三代古河公方）が入城[8][7]。
- 天文7年（1538年） - 第四代古河公方足利晴氏は、北条氏綱の支援により、対立する小弓公方足利義明を滅ぼした（国府台合戦）[8][7]。
- 天文8年（1539年） - 足利晴氏に北条氏綱の娘（後の芳春院殿）が入嫁[8][7]。
- 天文10年（1541年） - 北条氏綱没。北条氏康が家督を継ぐと、山内上杉憲政と扇谷上杉朝定が後北条方の河越城攻めを開始[8][7]。
- 天文14年（1545年） - 足利晴氏は両上杉側について河越城攻めに参加したが、翌15年の河越夜戦にて大敗[8][7]。
- 天文21年（1552年） - 北条氏康の圧力により、足利晴氏は藤氏を廃嫡、氏康の甥にあたる義氏に家督を譲り、第五代古河公方とした[8][7][28]。
- 天文23年（1554年） - 後北条氏に対抗して、足利晴氏・藤氏父子が籠城。敗れて相模国波田野に幽閉された。和睦後に晴氏は一旦帰城したが再度捕えられ、栗橋城に幽閉[9][7]。
- 永禄元年（1558年） - 北条氏康の圧力により、古河公方家の重臣簗田晴助は、本拠地である関宿城を足利義氏に進上し、代わりに本城を居城とした[9][7]。
- 永禄4年（1561年） - 関東に侵攻した上杉謙信は、簗田晴助による足利藤氏の公方擁立を支援。藤氏、関白・近衛前久、上杉憲政が入城[9][7]。
- 永禄5年（1562年） - 後北条勢が本城を奪回[9][7]。
- 永禄12年（1569年） - 北条氏康と上杉謙信との和睦成立。足利義氏が入城し、後北条氏の支援のもとに古河公方の地位を確立[9][7]。
- 天正10年（1582年） - 足利義氏没。古河公方家断絶[9]。

### 近世（江戸時代）
- 天正18年（1590年） - 豊臣秀吉が小田原征伐の後に城の破却令を出した[9][29]。
- 天正18年（1590年） - 徳川家康に従っていた小笠原秀政が入部し、城を修復・拡張した[14]。なお、秀政は城の修復の間、栗橋城に滞在。
- 慶長7年（1602年） - 松平（戸田）康長が城主となる。康長は観音寺曲輪と百間堀を築き、追手門を設けた[14][30]。
- 慶長17年（1612年） - 小笠原信之が城主となる。のち、慶長19年に政信が継ぐ[14][31]。
- 元和3年（1617年） - 徳川秀忠が日光社参の際、古河城に宿泊し、政信が接待[14]。
- 元和5年（1619年） - 奥平忠昌が城主となる。忠昌は立崎曲輪と諏訪曲輪（長谷曲輪）を拡張したほか、城下でも侍屋敷の拡張、町屋敷の移転を行い、現在の古河市（旧市街）の町割のもとになった[14][30]。
- 元和8年（1622年） - 徳川秀忠が日光社参の際、城に宿泊し、忠昌が接待[14]。
- 元和8年（1622年） - 永井直勝が城主となる。直勝は御成門を築いた。のち、寛永3年（1626年に尚政が継ぐ）[14][30][31]。
- 寛永6年（1629年） - 徳川家光が日光社参の際、城に宿泊し、尚政が接待[14]。
- 寛永9年（1632年） - 徳川家光が日光社参（遥拝）の際、城に立ち寄り、尚政が饗応[14]。
- 寛永10年（1633年） - 土井利勝が城主となる。利勝は、前任地の佐倉城にならって、本丸に御三階楼を造営したほか、本丸御殿、二の丸御殿を造営した。のち、寛永21年に利隆、万治元年（1657年）に利重、延宝元年（1673年）に利久、延宝3年に利益が継ぐ[15][31]。
- 寛永11年 (1634年） - 徳川家光が日光社参の際、城に立ち寄り、利勝が饗応[15][31]。
- 寛永13年 (1636年） - 徳川家光が日光社参の際、城に立ち寄り、利勝が饗応[15][31]。
- 寛永17年 (1640年） - 徳川家光が日光社参の際、城に立ち寄り、利隆が父の代理で饗応[15][31]。
- 寛永19年（1642年） - 徳川家光が日光社参の際、城に立ち寄り、利勝が饗応[15][31]。
- 天和元年（1681年） - 堀田正俊が城主となる。貞享元年（1684年）に正仲が継ぐ[15][31]。
- 貞享2年（1685年） - 松平（藤井）信之が城主となる。次の年に忠之が継ぐ[15][31]。貞享4年には、幕府を批判した熊沢蕃山が預けられ、城内の立崎曲輪に幽閉される[32][33]。
- 元禄7年（1694年） - 松平（大河内）信輝が城主となる。信輝は城内の頼政神社を整備。のち、宝永6年に信祝が継ぐ[15]。
- 正徳2年（1712年） - 本多忠良が城主となる。のち、宝暦元年（1751年）に忠敞が継ぐ[15][31]。
- 宝暦9年（1759年） - 松平（松井）康福が城主となる[15]。
- 宝暦12年（1762年） - 土井利里が城主となる。のち、安永6年（1777年）に利見、同年に利厚、文政5年(1822年)に利位、嘉永元年(1848年)に利亨、同年に利則、慶応3年（1867年）に利与が継ぐ[15][31]。
- 安永5年（1776年） - 徳川家治が日光社参の際、城に宿泊し、利見が接待[15][31]。

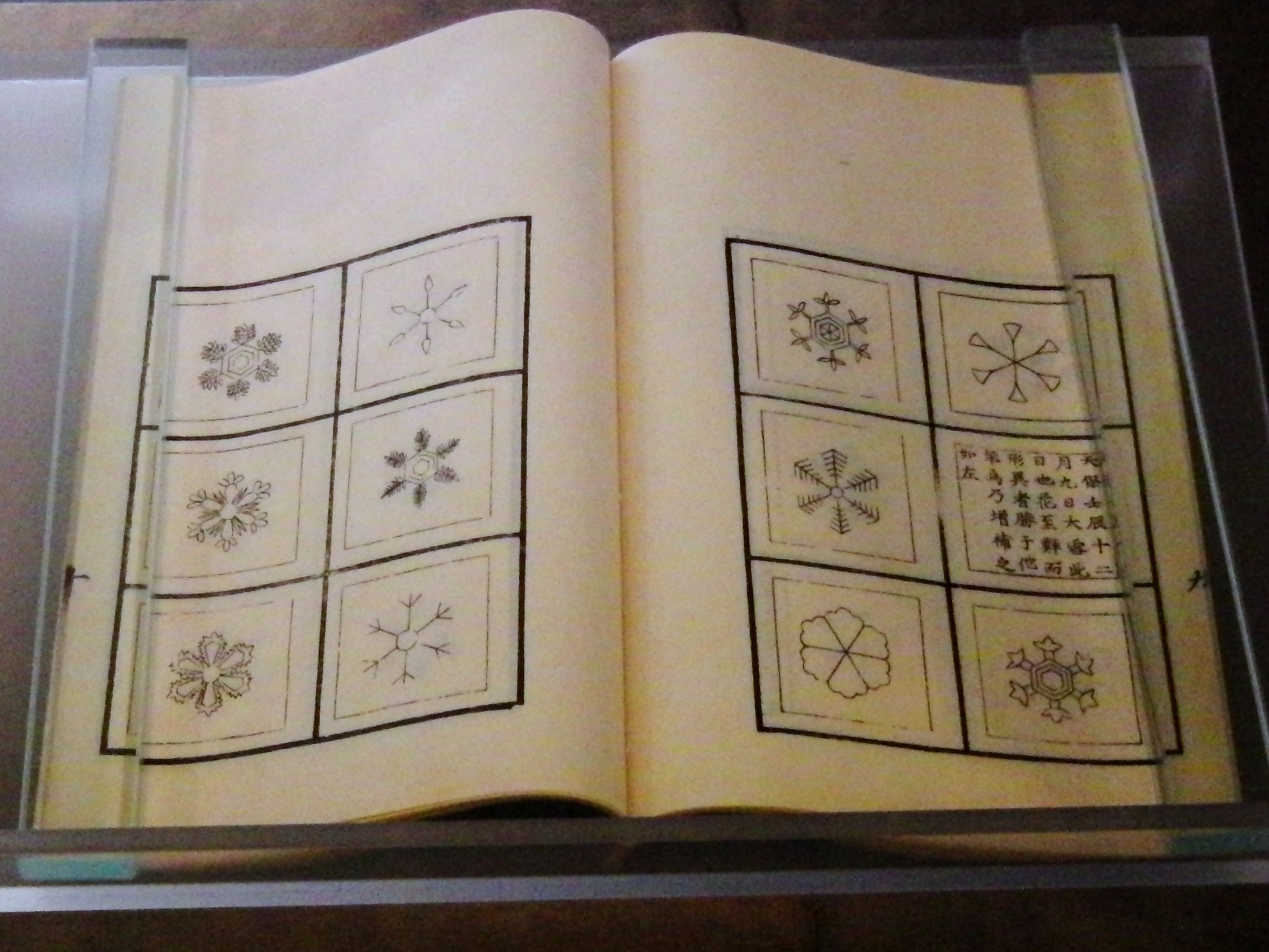
『雪華図説』。土井利位著、1832（天保3）年刊。国立科学博物館の展示。

- 天保3年（1832年） - 城主の利位が雪華図説を著した。
- 天保14 年（1843年） - 徳川家慶が日光社参の際、城に宿泊し、利位が接待。将軍による最後の社参[15][31]。
- 慶応4年（1868年） - 勤皇派と佐幕派の対立があったが、城内の意見を勤皇派に集約し、土井利与が京都で天皇に勤皇の意思を表明[20]。慶応4年5月13日（7月2日）に東征大総督府は上野の東叡山に集まった旧幕府軍を討伐する準備を各藩に命じた。また上野からの逃亡に備え、古河に肥前藩兵の配置を指示した。

### 近代（明治以降）
- 明治4年（1871年） - 廃藩置県により、古河藩は古河県に改められた。
- 明治6年（1873年） - 政府の廃城令により、城の取り壊しが決定し、翌年には建造物がすべて破却[19]。
- 明治43年（1910年） - 渡良瀬川改修開始。大正14 年（1925年）まで続けられた大改修工事により、城跡もほぼ消滅[22]。

## 構造

### 中世
古河公方時代を含む中世の構造はよく知られておらず、今後の調査・研究が期待されている。足利成氏時代の城域は、近世古河城の本丸付近と推定されている。『松陰私語』には、文明年間（1469年 - 1487年）に岩松尚純が古河に出仕したときの様子が記されており、古河公方御所に大きな「四足御門」があったこと、御所の周辺に宿所と呼ばれる家臣団の集落があったことなどが分かる。なお、舟で往来可能な古河公方館と一体となり、あわせて広大な水城を形成していたとの見方も示されている。
伝承によれば、日光街道以前の奥州への古い街道が近世古河城内を川沿いに縦断していたとされる（『日光道中略記』）。『古河志』によれば、観音寺曲輪・桜町曲輪に城下町にあたる宿場が展開していた。観音寺曲輪には下野小山氏の一族が開いた「小山観音寺」があったが、慶長 7年（1602年）頃、城の拡張のため城下に移転している。桜町曲輪には連歌師の猪苗代兼載が居を構え、その屋敷には多くの桜が植えられていたと伝わる。茂平河岸近くには雀神社とその別当寺だった神宮寺、三の丸には八幡宮、城の南端・立崎曲輪近辺には頼政祠・徳星寺・妙光寺・竜樹院があったが、城の拡張により、江戸時代には頼政祠を除く寺社が城下へ移転した。
戦国時代末期に関しては、最近、『池田家文庫』（岡山大学附属図書館蔵）の「下総古河城図」（年代：貞享5年（1688年）7月）の考察が行われた。城周辺の寺社の配置や、川筋が利根川東遷事業以前の状態を示していることから、天正年間（1573 - 1592年）の足利義氏・氏姫期と推定されており、特に氏姫期である可能性が高い。この絵図によれば、本丸の位置や規模は近世古河城と同様だが、近世の桜門が「大手門」とされる。また近世の観音寺曲輪内には「大沢曲輪」・「観音寺曲輪」・「家来曲輪」とされる区画があり、桜町曲輪内には「大打（大内？）曲輪」、三の丸内には「放生（ほうじょう・北条？）曲輪」が見られる。本丸の南側には「山内曲輪」・「頼正（頼政）堂」と記された区画もある。後北条氏を始めとする関東諸士が城内に居住していたことを示唆するとともに、従来は伝承のみだった小山観音寺氏の屋敷や、頼政祠の存在を裏付けている。また、水堀が古河公方館の周囲にまで広がっており、当時は舟で往来できたという伝承も裏付けるものとなっている。
ただし、「御茶屋」や「江戸町」など明らかに江戸期の古河城下を示す記述があるとともに、天正期とする論拠が「放生曲輪」を「北条氏政が御座した曲輪」であるという解釈と、「栗橋」が「川口」の誤記であると断言するなど（栗橋の表記のままであれば利根川東遷事業後の川筋を示すことになる）天正期と断定できない要素が非常に多い為、注意が必要である。

### 近世（江戸時代）

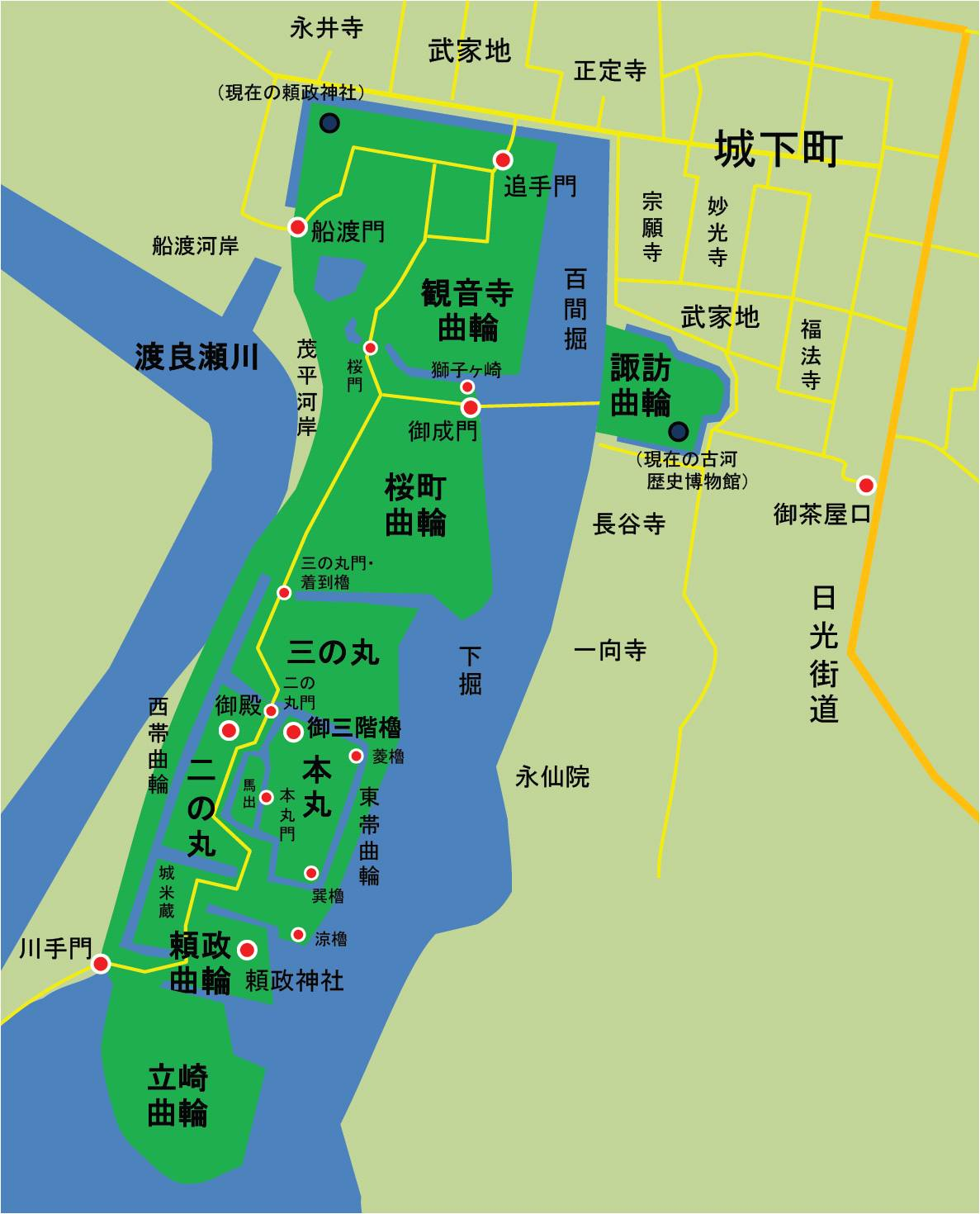
古河城の全体図（江戸時代後期）

ほぼ北から南に向かって流れる渡良瀬川の東岸に位置した。古河城が築かれた台地は、川とその東側に広がる沼地にはさまれ、北から南に伸びる半島状になっていた。
江戸時代の城域は、水堀を含むとおおむね東西約0.45 - 0.55km、南北約1.8km 程度の広さであり、関東有数の規模であった。城域の西側は川に接し、残りの三方を水堀に囲まれていた。城域の東南から南側は、通行が困難な沼地であり、これらの沼地と渡良瀬川を生かした水に守られた要害であった。
構造は、土塁に囲まれた複数の曲輪が、直線状に配置された連郭式である。主な曲輪は、北から順に、観音寺曲輪、桜町曲輪（丸の内）、三の丸、二の丸（西側）／本丸（東側）、頼政曲輪、立崎曲輪である。そのほかに、桜町曲輪の東側には、水堀（百間堀）の先に「出城」と呼びならわされる諏訪曲輪があった。
このうち、観音寺曲輪・桜町曲輪・諏訪曲輪には重臣たちの武家屋敷、二の丸には藩主の御殿が置かれた。頼政曲輪には源頼政を祀った頼政神社があった。三の丸には馬場が設けられた。観音寺曲輪の北側に追手門、桜町曲輪の東側に御成門など、多数の門が置かれた。御成門は日光社参時に立ち寄る将軍が入城する門であり、外枡形門形式で虎口を開き、周辺には石垣も築かれた。
天守は建てられなかったが、土井利勝によって、本丸の西北出隅に建てられた「御三階櫓」と呼ばれた3層4階の櫓が、実質上の天守となった。高さは約22メートルあり、同様の構造で建てられた水戸城や佐倉城の御三階櫓、松江城の天守（約22.4メートル）もほぼ同じ高さである。
他にも、桜町曲輪にあった茂平河岸は、城内との物資輸送や人員の移動を担った。また、水掘の周囲に配置された寺社（永井寺・正定寺など）は出城としても機能し、城の防衛拠点となっていた。
なお、古河歴史博物館内には精密な古河城下模型が展示されており、城全体の構造が再現されている。

## 遺構

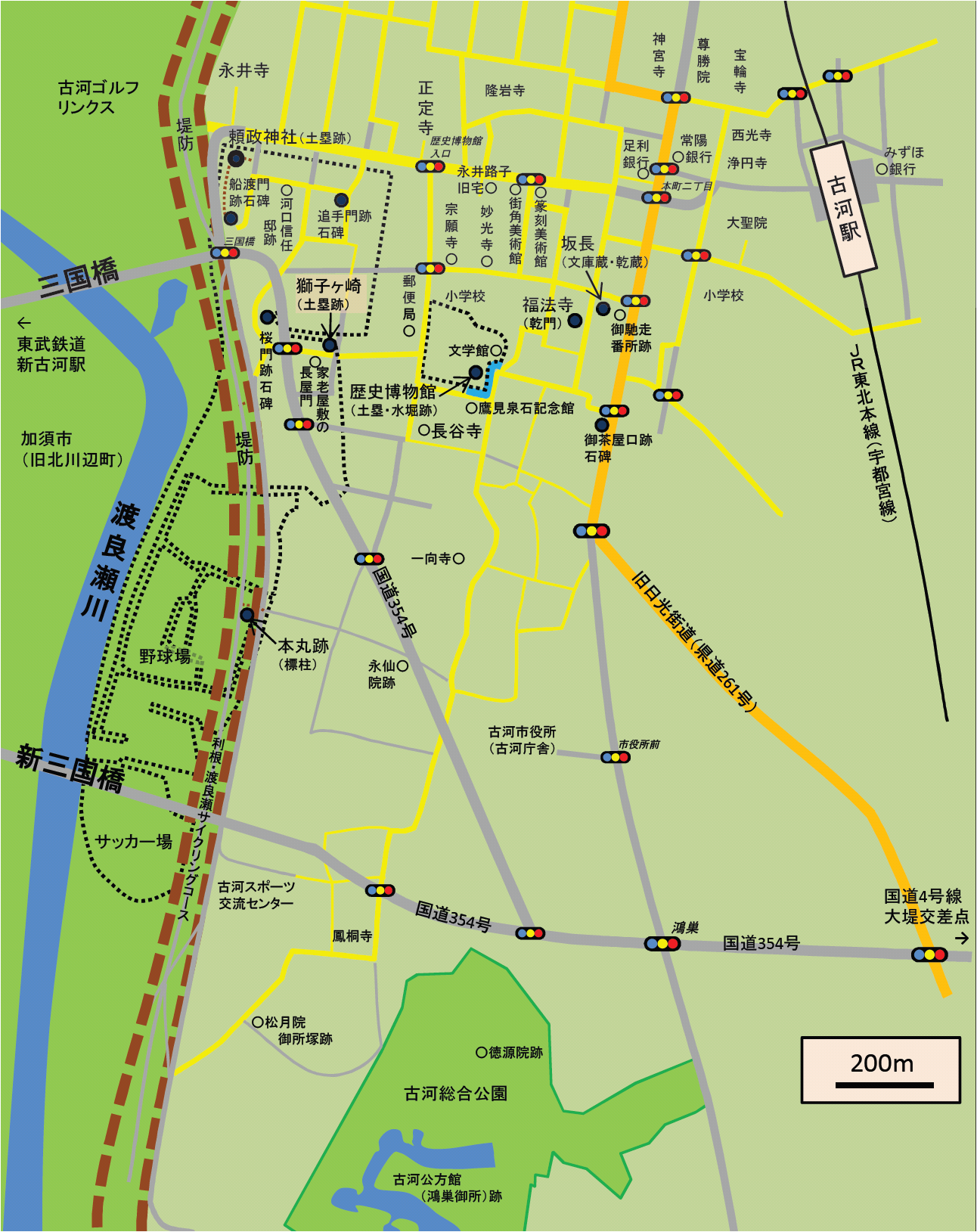
現在の古河城遺構分布

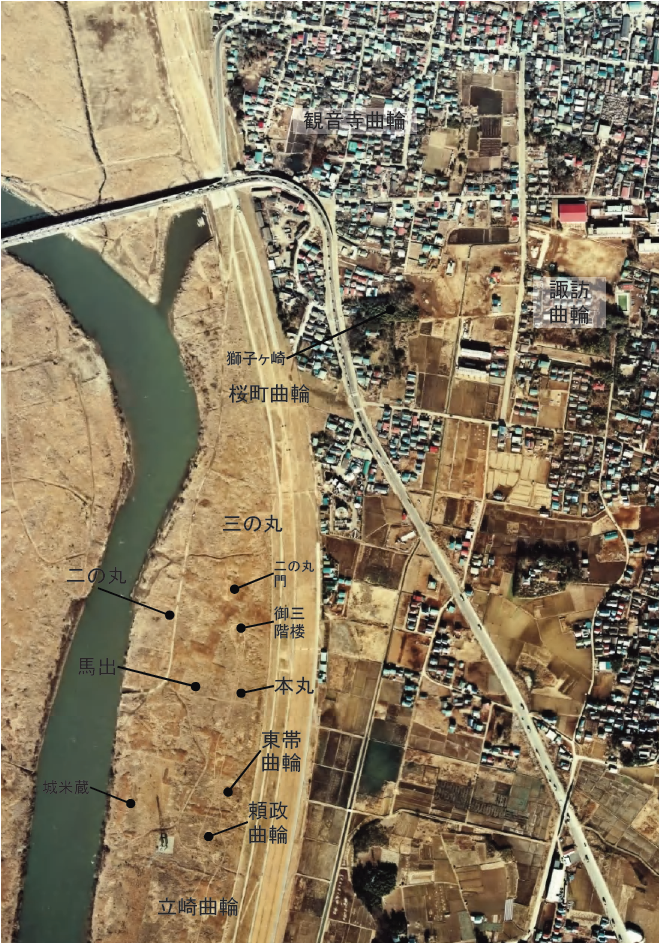
河川敷部の古河城痕跡（1974年）・

明治末に開始された渡良瀬川改修事業の際に、主要部分は堤防や河川敷に変わった。堤防の市街地側には、観音寺曲輪の大半・桜町曲輪の半分・百間堀等の水堀が残されたが、現在はこれらも宅地等に変わり、ほとんどの遺構は消滅した。本丸や二の丸等の主要部分は、渡良瀬川に架かる三国橋と新三国橋にはさまれた堤防・河川敷に相当する。市街地では、観音寺曲輪は錦町、桜町曲輪は桜町におおむね相当する。
現在の遺構は以下の通り。
- 頼政神社（錦町）は、渡良瀬川改修工事の際、観音寺曲輪西北部の土塁上に移設されたもので、現在もその土塁の一部が残る[3]。
- 桜町曲輪北側土塁（「獅子ヶ崎土塁」）（桜町）は、現在、市街地の中に一部が残る[47]。
- 古河歴史博物館（中央町）は、「出城」（諏訪曲輪）跡地に建てられており、一部の土塁と堀が残る[51]。
- 福法寺（中央町）の山門は、二の丸御殿の乾門が移築されたものである（市文化財）[52]。
- 坂長（中央町）には、城内の文庫蔵・乾蔵を移築したと伝わる建造物（国の登録有形文化財）[53][54]が残されている。平成24年（2012年）4月に街歩きの休憩所として改装、一般公開されるようになった[55]。

その他にも、追手門・船渡門・桜門跡地に石碑、本丸跡地の堤防上に標柱があり、かつての城域を示している。
城の主要部があった河川敷部分には、削平された曲輪と埋め立てられた堀の輪郭が地表のわずかな色調の変化として残っており、航空写真により確認できる。

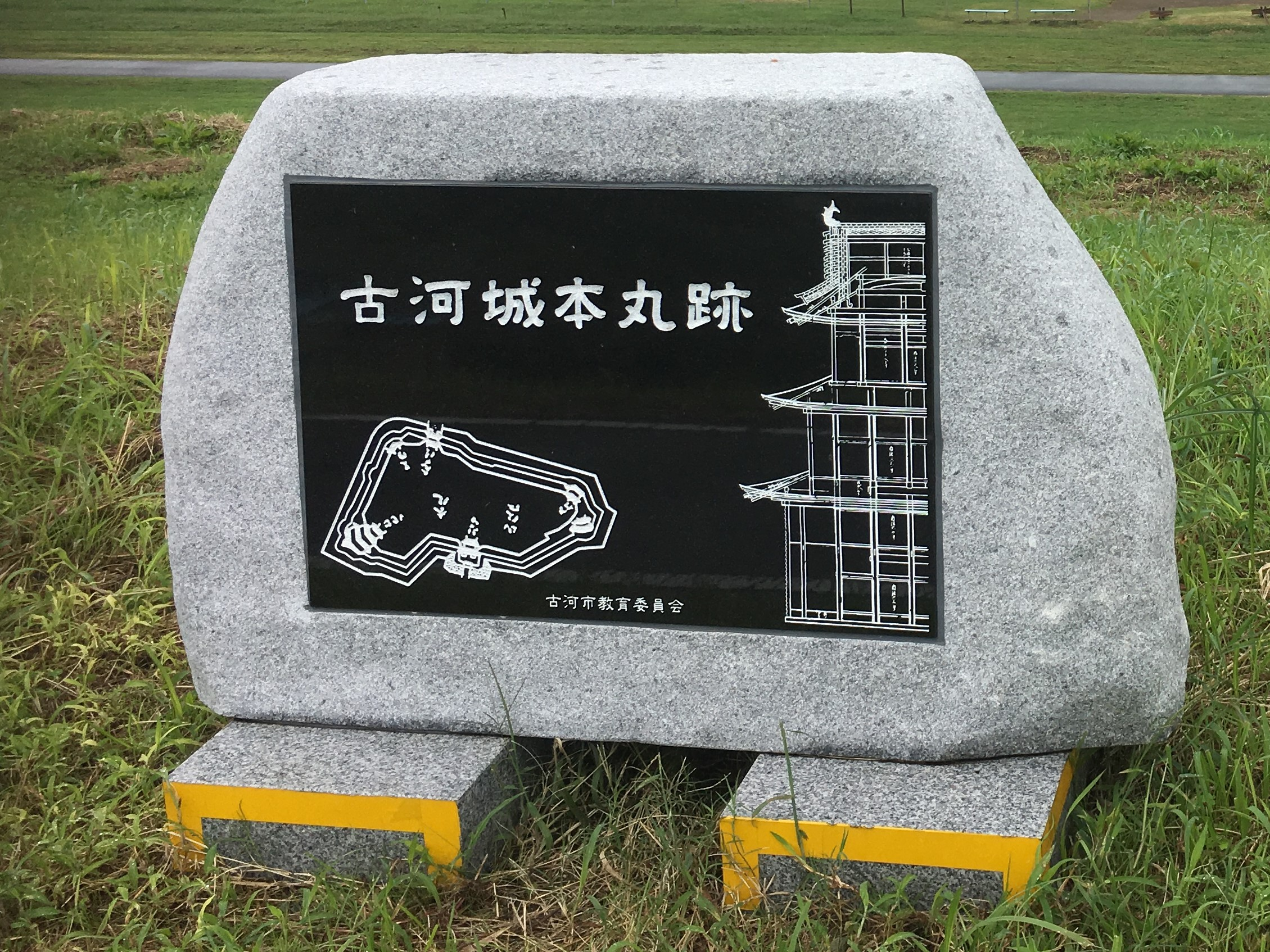
本丸跡碑
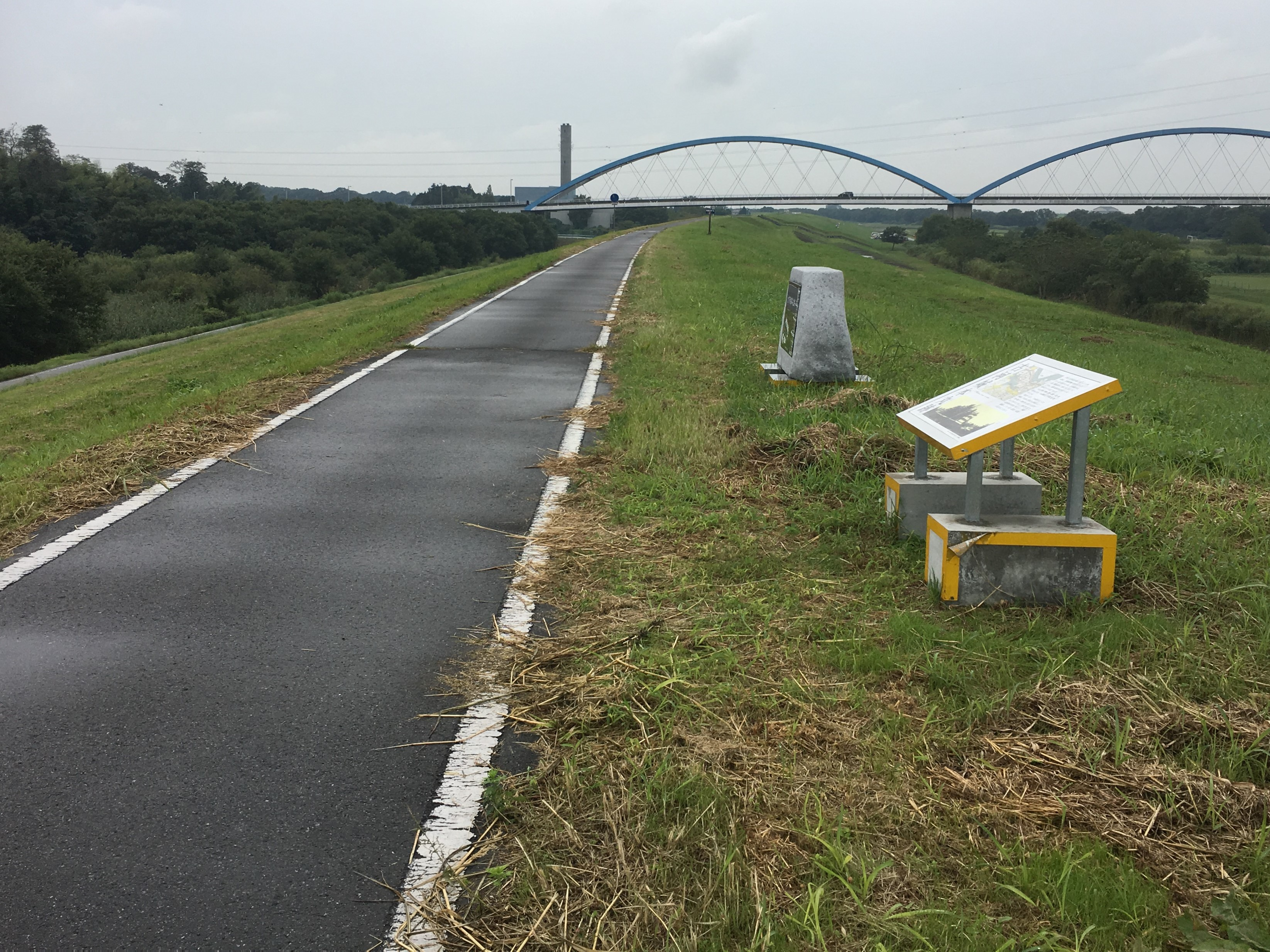
本丸跡碑周辺（背景に新三国橋）
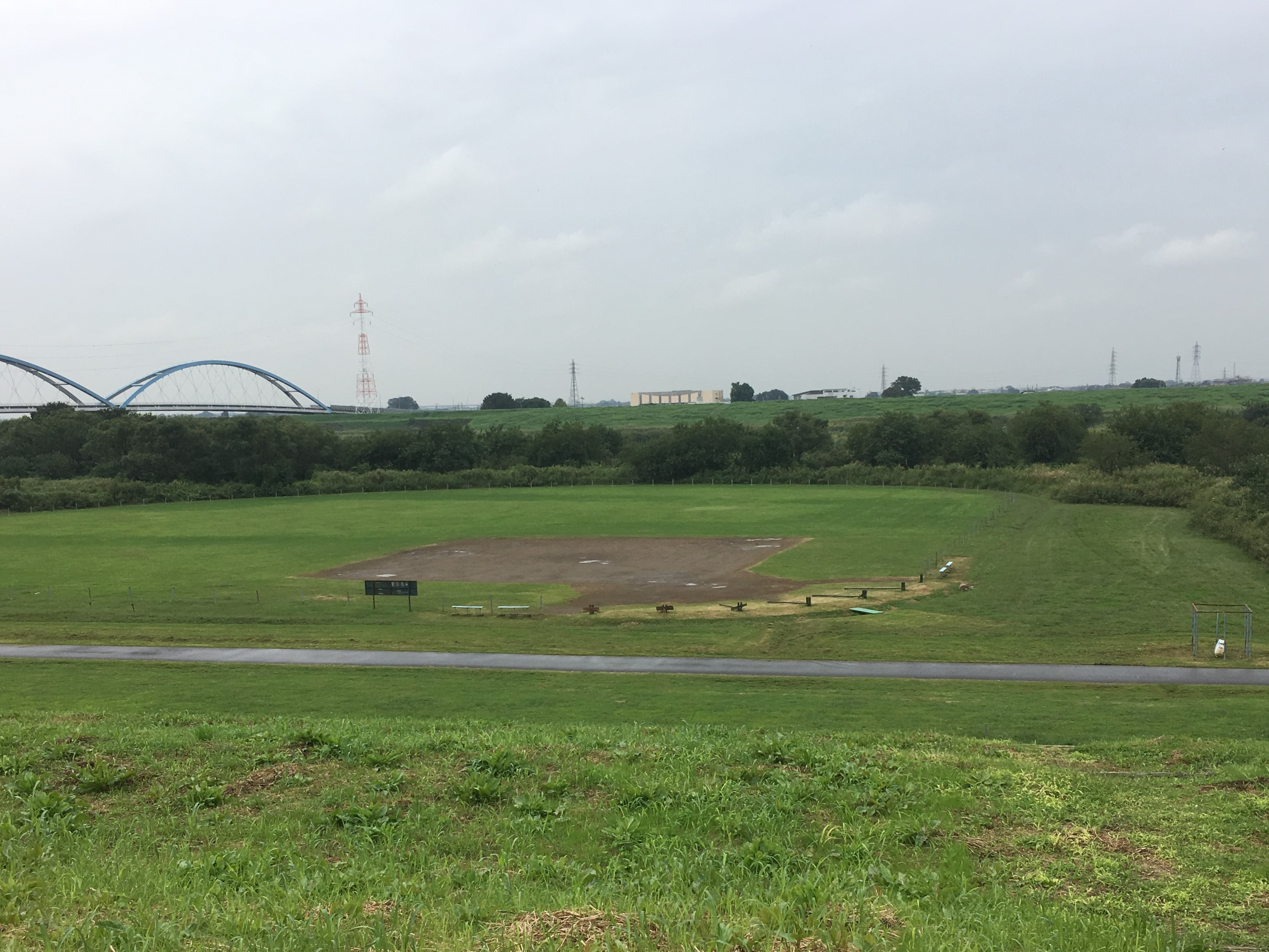
本丸跡河川敷（マウンド付近が本丸跡）
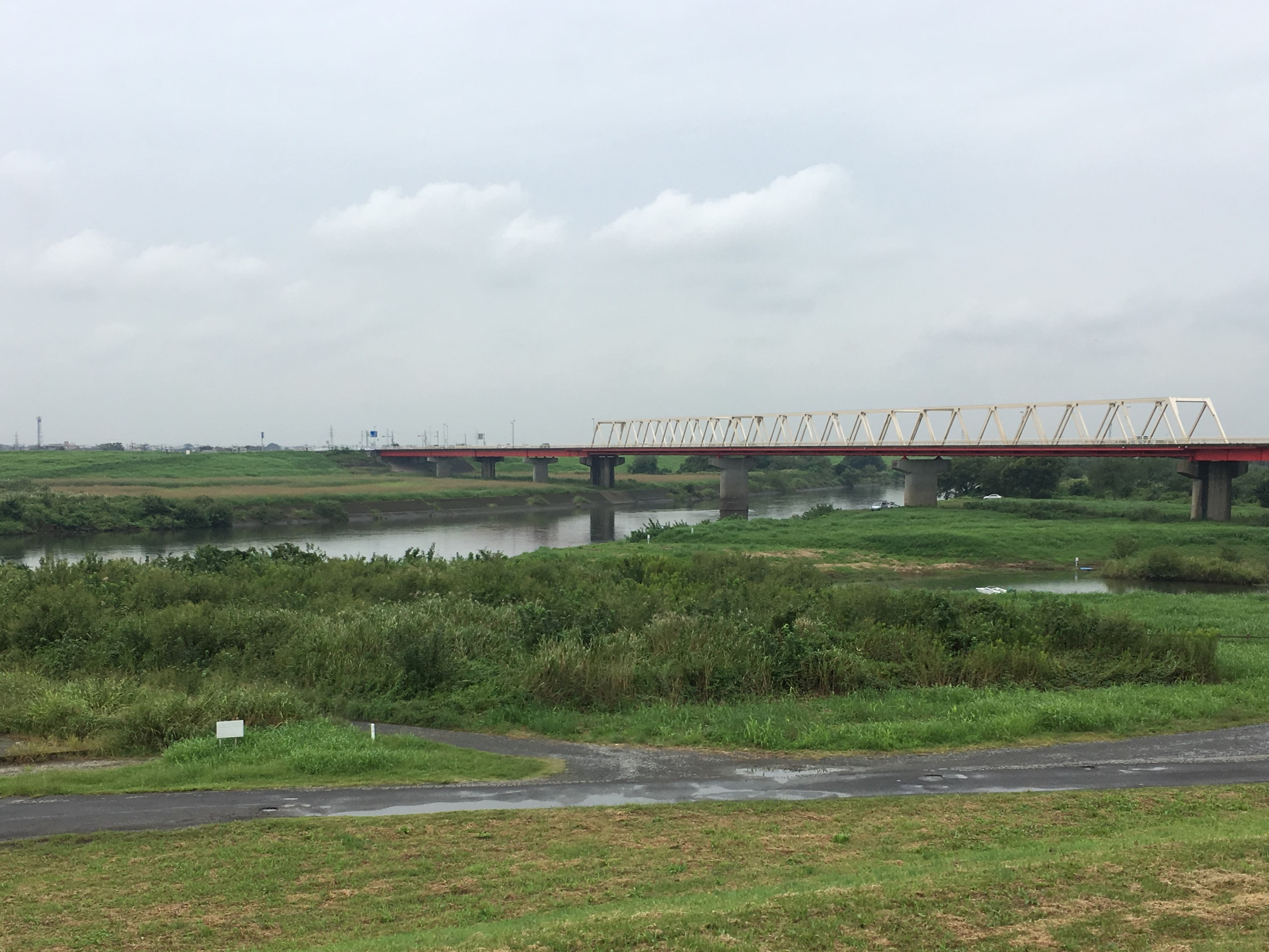
桜町曲輪跡堤防上から望む三国橋と渡良瀬川
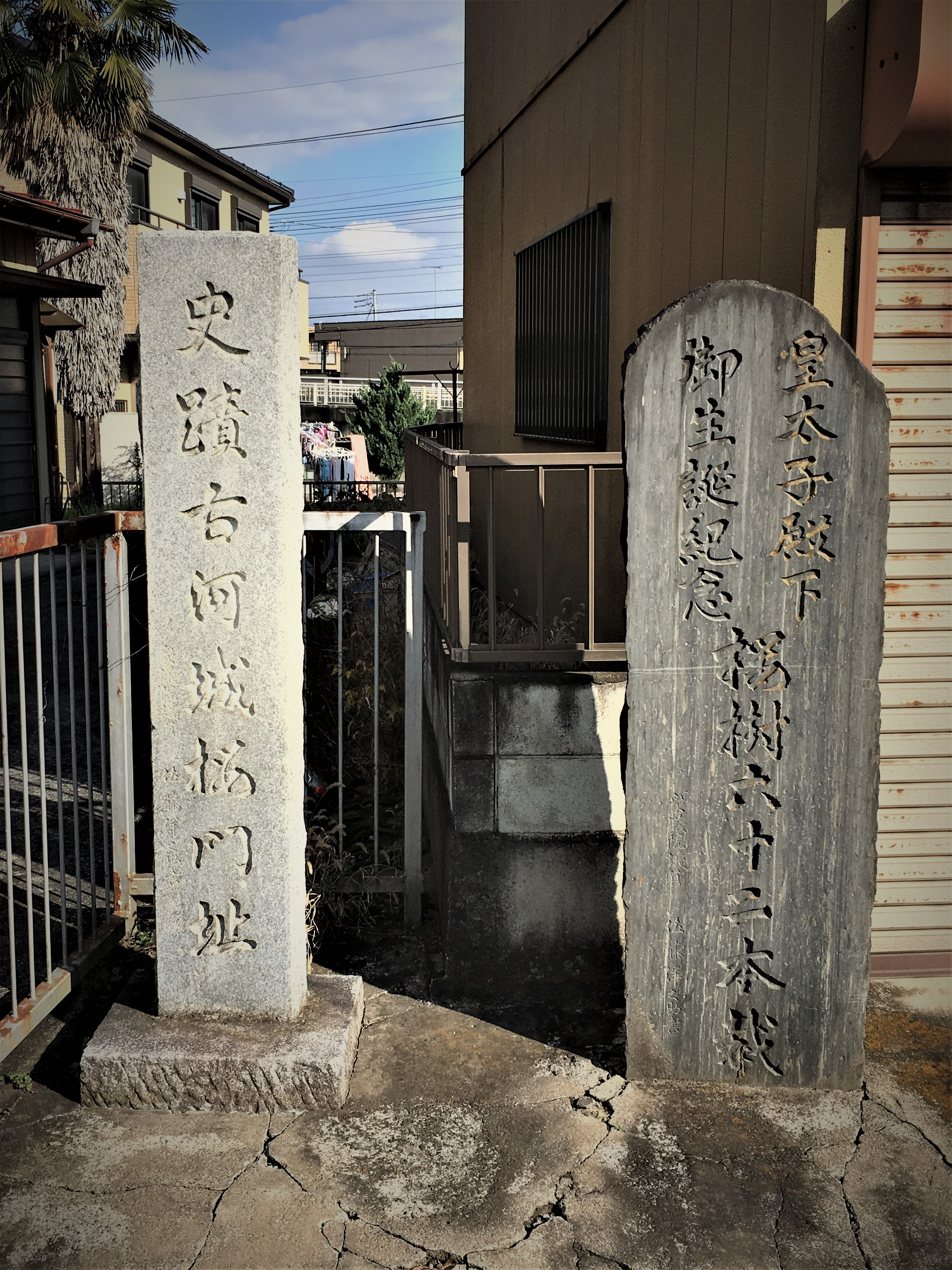
桜町曲輪・桜門跡碑
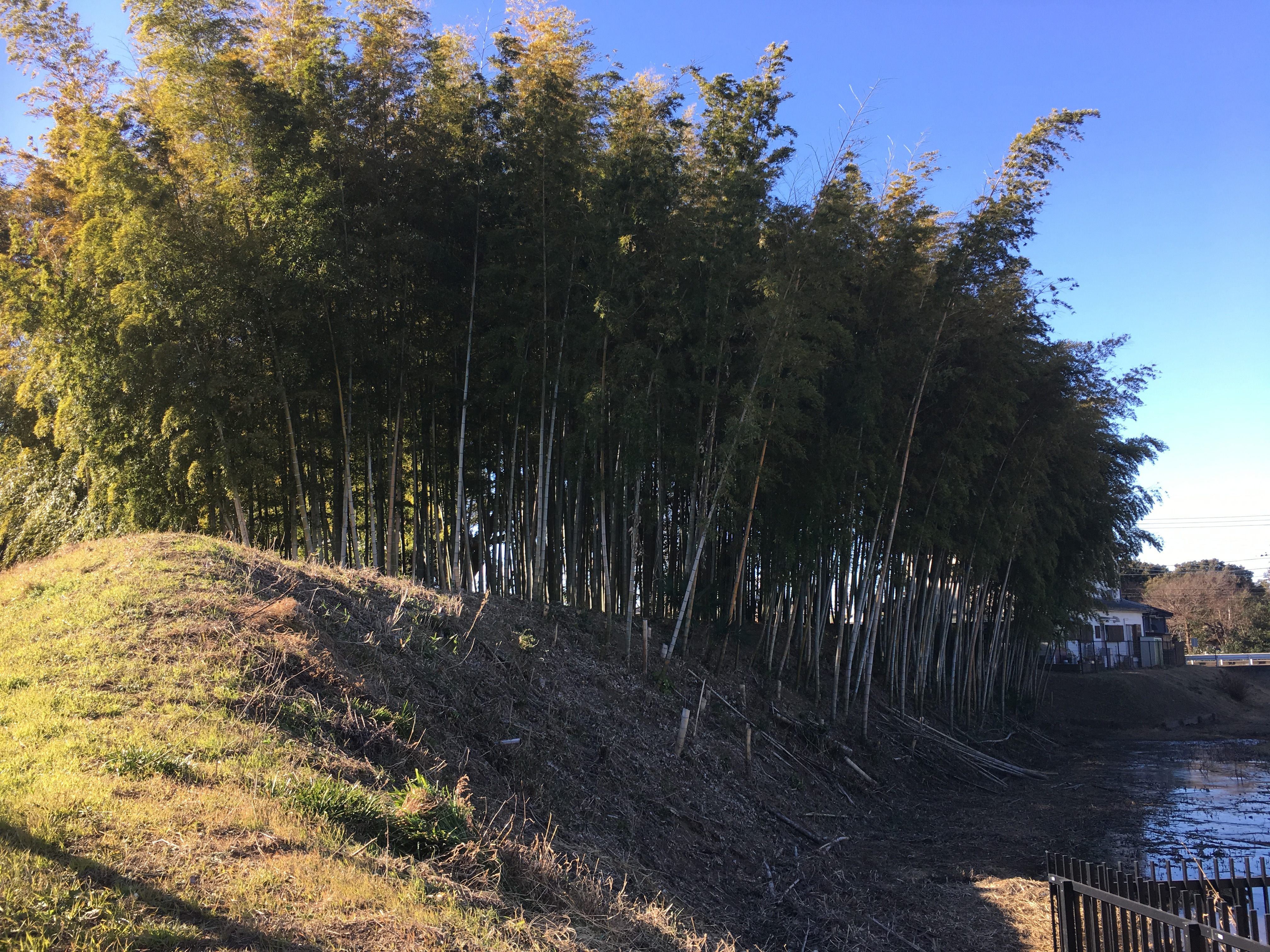
桜町曲輪・獅子ヶ崎土塁北側
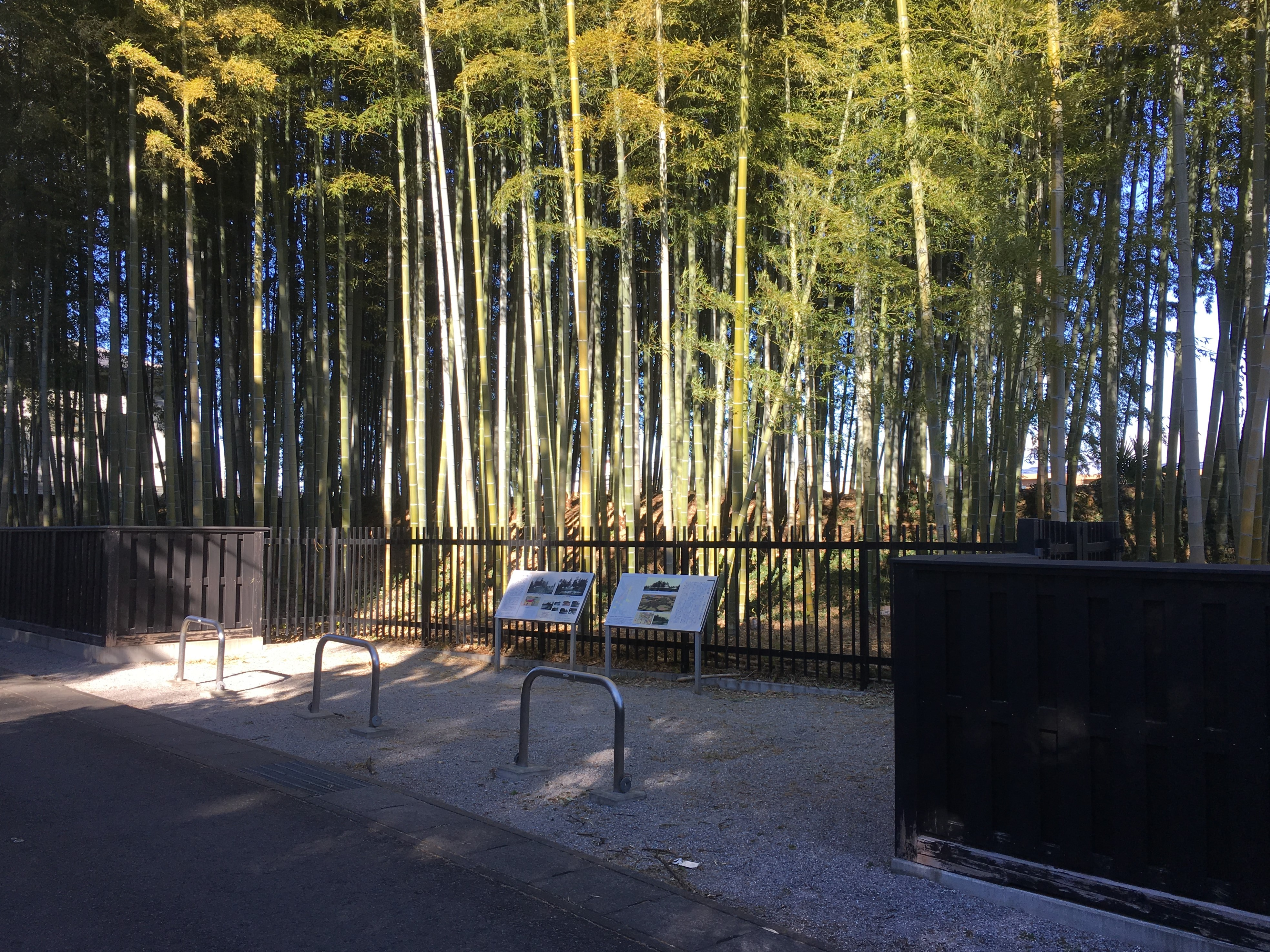
桜町曲輪・獅子ヶ崎土塁南側（道路側）
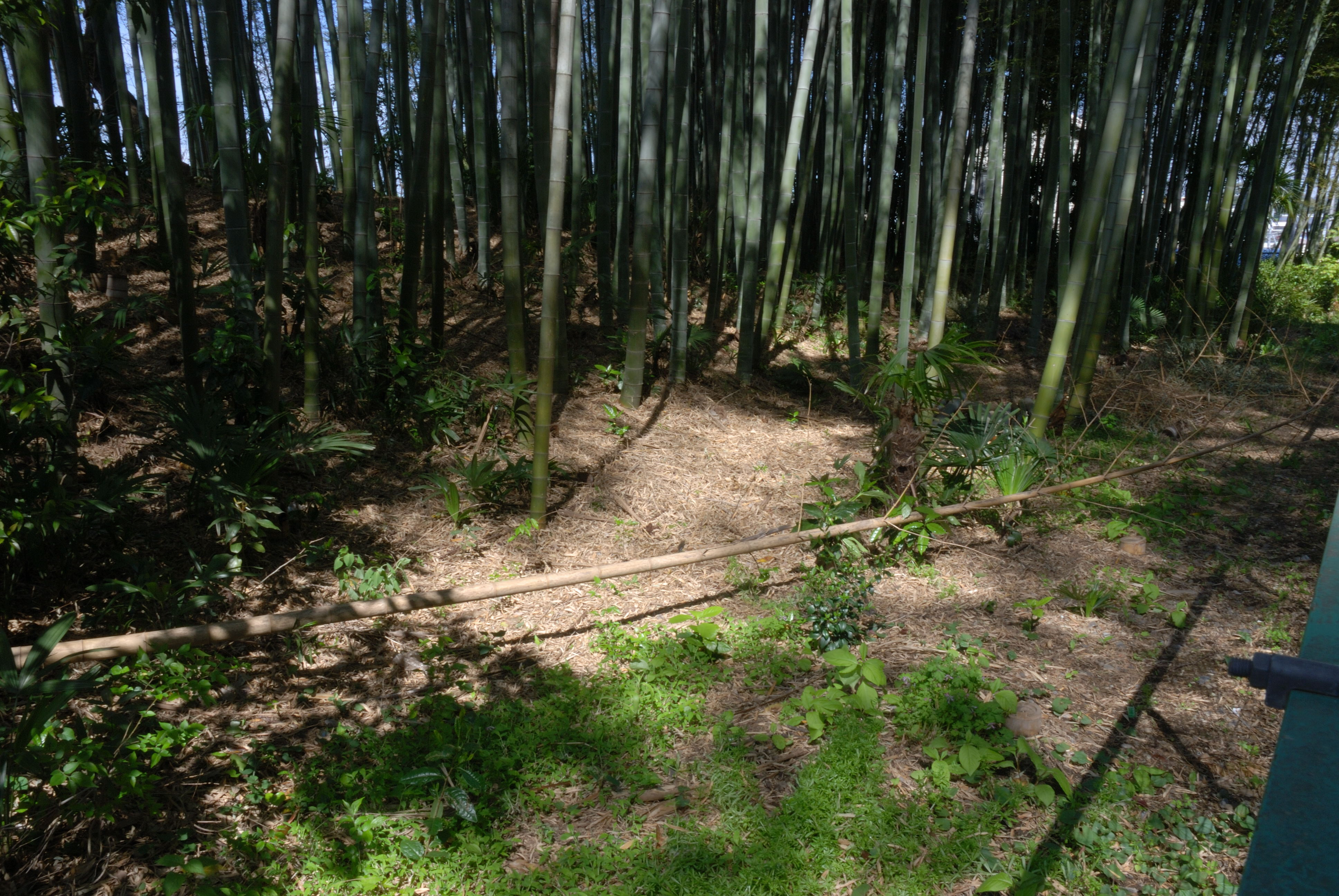
桜町曲輪土塁（獅子ヶ崎土塁）
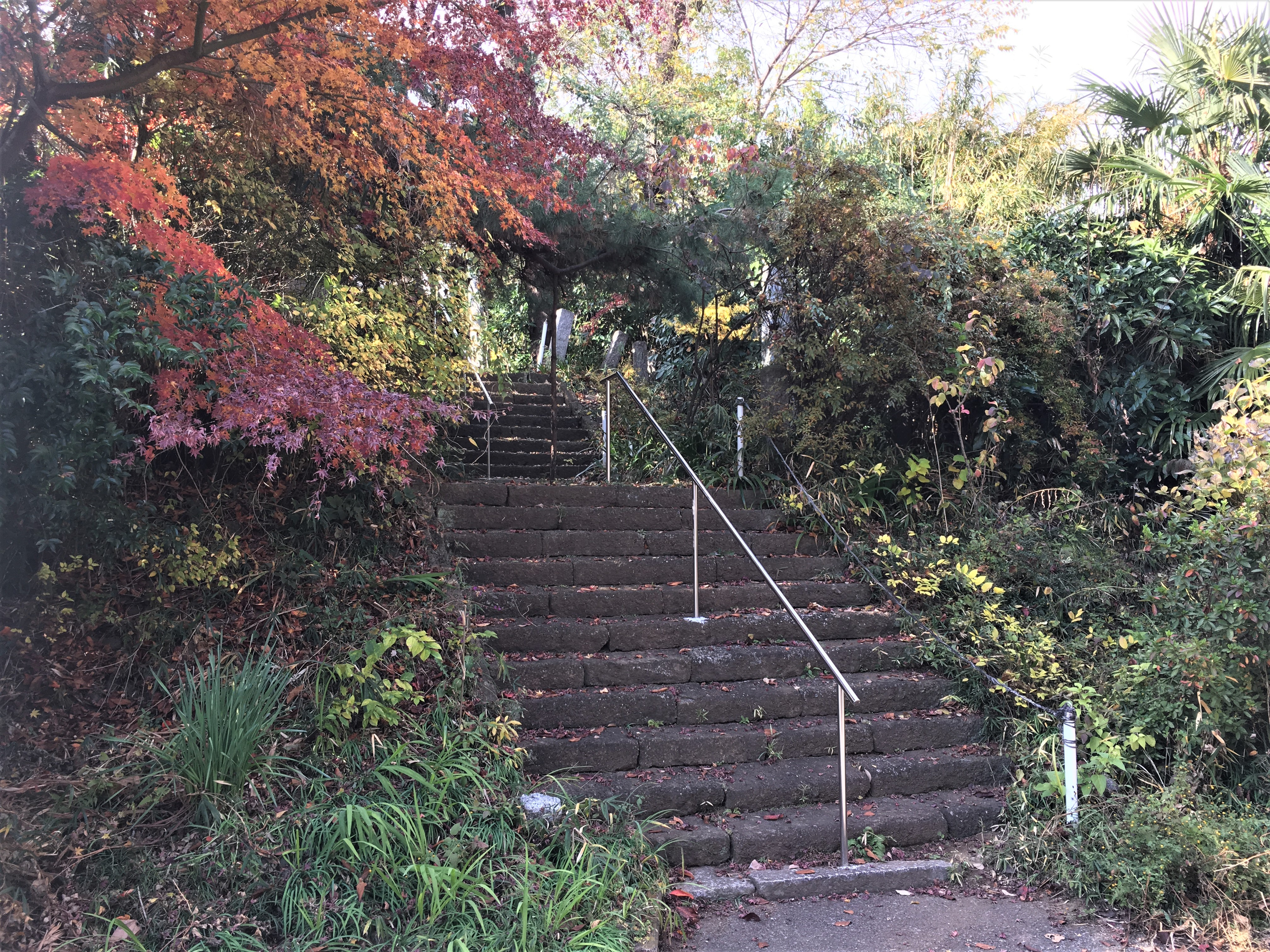
観音寺曲輪土塁・頼政神社参道
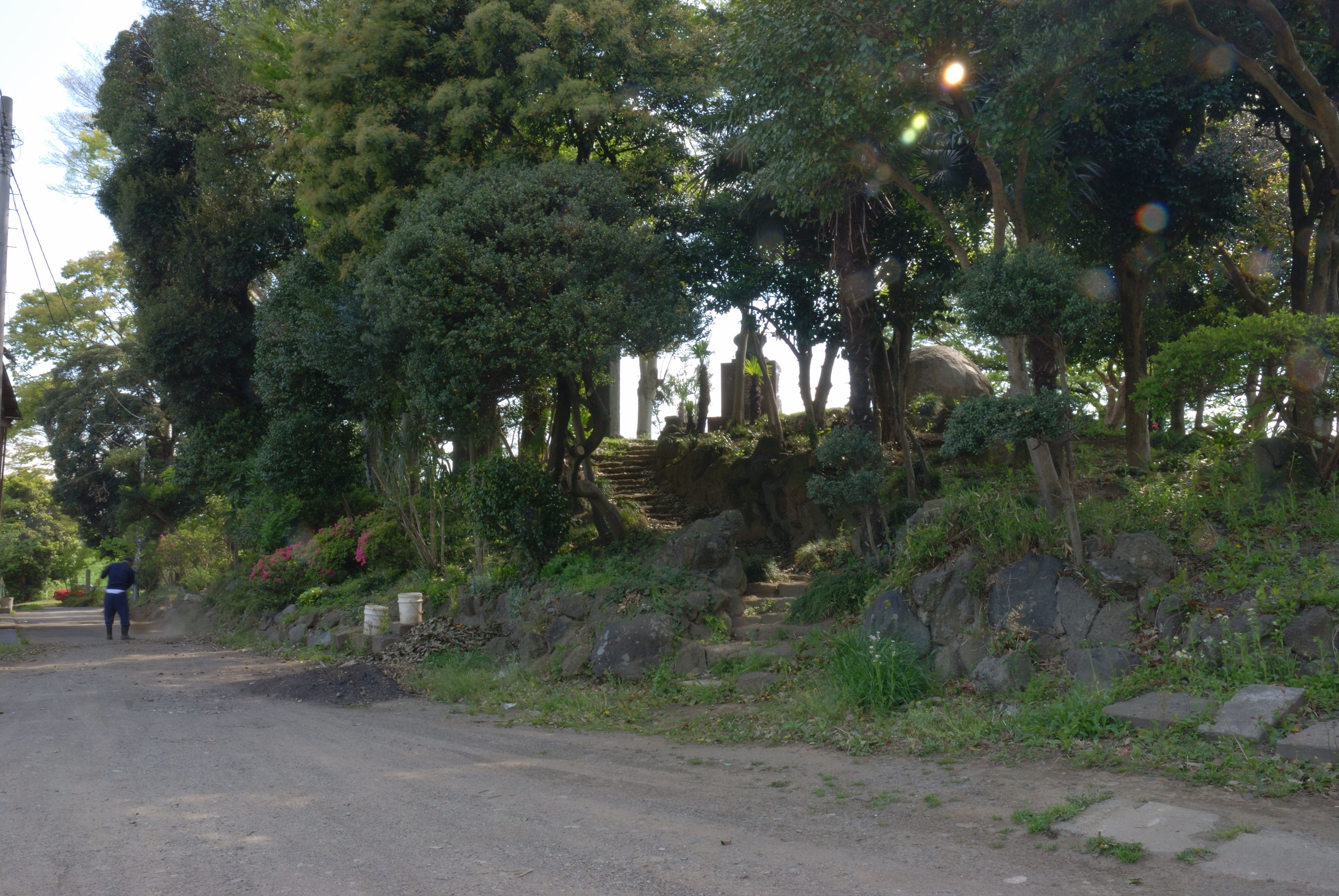
観音寺曲輪土塁（頼政神社付近）
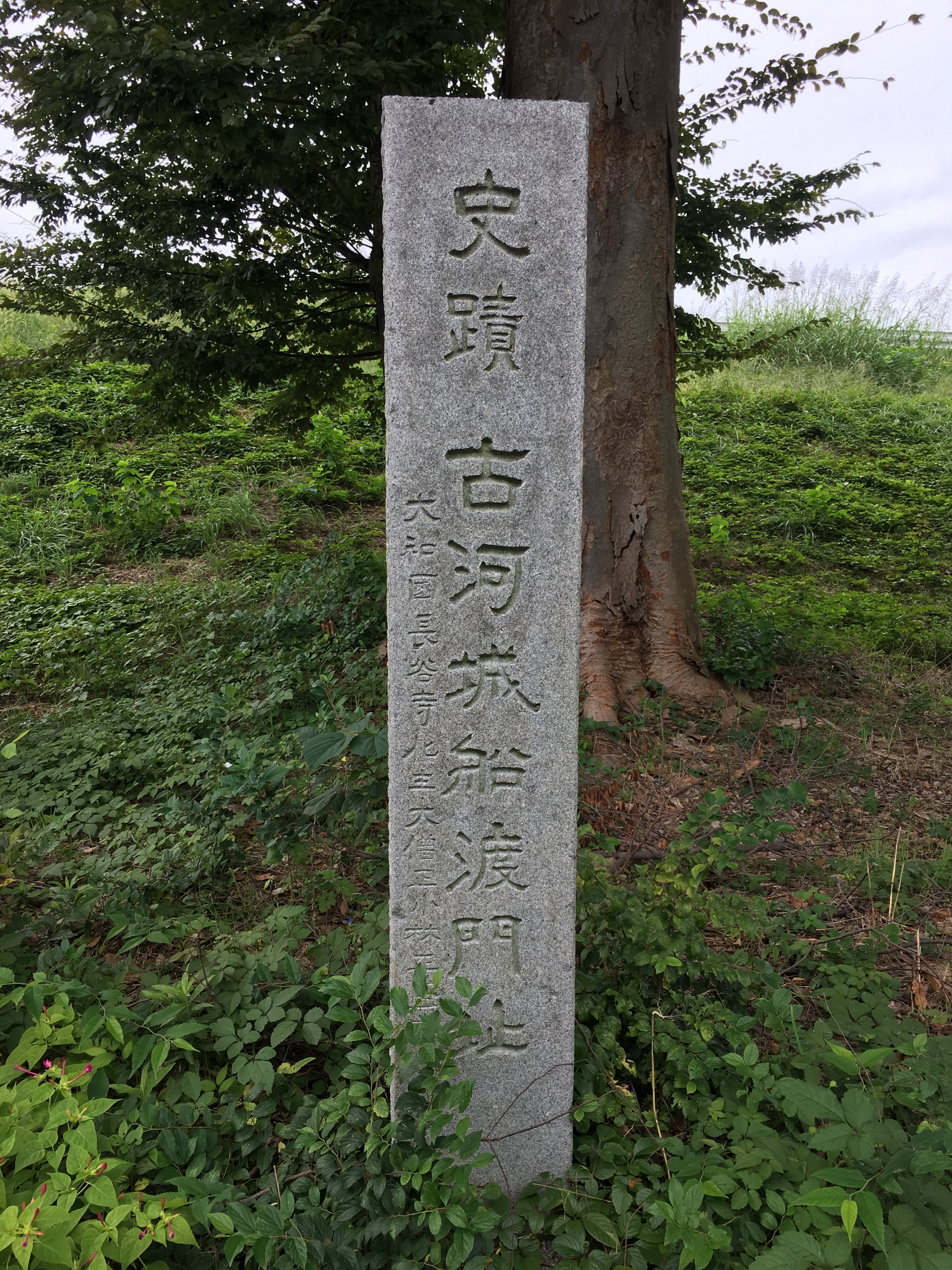
観音寺曲輪・船渡門跡碑
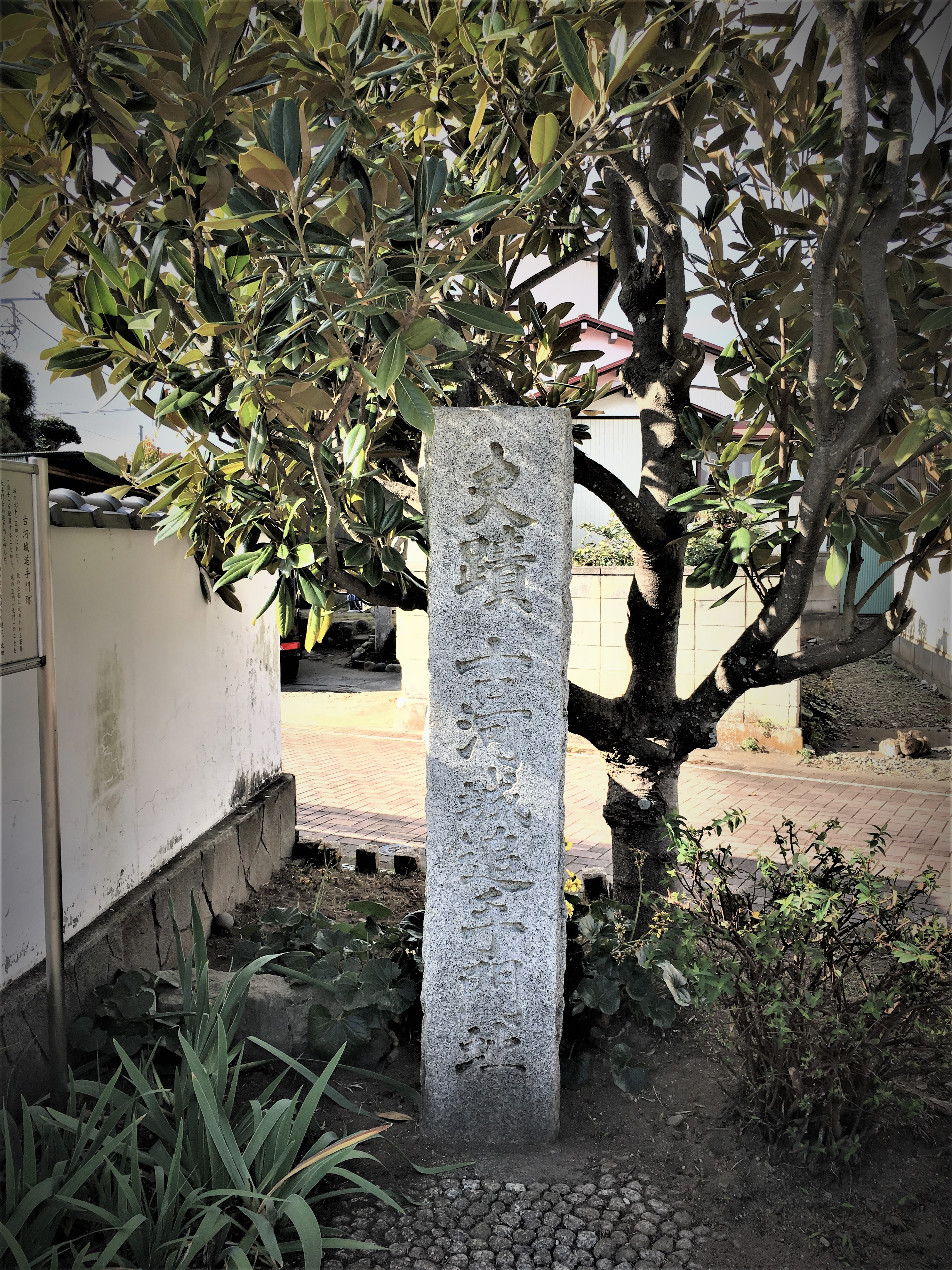
観音寺曲輪・追手門跡碑

## 作品

### 文学
- 南総里見八犬伝：江戸時代の曲亭馬琴（滝沢馬琴）による読本・南総里見八犬伝の第三輯巻之五には、芳流閣として古河公方期の古河城が描写されている[56]。
- 火男：吉来駿作の歴史小説。室町時代の永享13年（1441年）、結城合戦にともなって起きた古河城攻防戦が題材。主人公は「ひょっとこ」に似た面相で、火を操る技術を持つ。籠城兵 85人とともに、攻め寄せる鎌倉・関東管領軍 10万人を迎え撃った。第5回朝日時代小説大賞受賞。発行は朝日新聞出版、2013年。
- 風魔：宮本昌孝の歴史小説。主人公は忍者・風魔小太郎で、後北条氏が豊臣秀吉に滅ぼされたのち、古河公方家の氏姫に仕える。戦国時代末期・天正年間の氏姫期の古河城が舞台のひとつである。発行は祥伝社、2006年。2009年には文庫化。